# Xylinissa strigosa
Xylinissa strigosa là một loài bướm đêm trong họ Noctuidae.